# ¿Quién es la máscara? (programa de televisión uruguayo)
¿Quién es la máscara? es un concurso de talentos uruguayo estrenado el 5 de mayo de 2022 por Teledoce. Presentado por Maximiliano de la Cruz, se trata de una adaptación del formato surcoreano King of Mask Singer, en el cual personalidades conocidas de diferentes ámbitos compiten utilizando máscaras y trajes para esconder sus identidades al público y al jurado, quienes deberán averiguar quién es el famoso que está cantando. El jurado está compuesto por Fabián Delgado, Sofía Rodríguez, Patricia Wolf y Pablo Turturiello. En la conducción de los materiales digitales está Candelaria de la Cruz como Host Digital. 

## Formato
Trece celebridades compiten de manera anónima con disfraces para ocultar su identidad. En cada episodio, los participantes interpretan una canción para enfrentarse en distintas modalidades que fluctúan entre duelos uno a uno o todos contra todos. Los investigadores apuestan por el nombre del famoso que ellos creen que se oculta debajo de cada máscara.
El jurado y el público presente en la grabación eligen a las peores presentaciones, quienes posteriormente se someten a un duelo uno contra uno. Finalmente, mediante votación, se elige el desenmascarado de cada episodio, el cual abandona la competencia. 
Al final del capítulo, el participante eliminado debe quitarse la máscara del disfraz para revelar su identidad y así descubrir si la apuesta del jurado era errada o no. En esta edición, además de consagrarse ganadora la última celebridad en revelar su identidad, también gana el investigador con más aciertos a lo largo de la competencia.

## Historia
En noviembre de 2021 trascendió que Teledoce estaba negociando para adquirir los derechos del formato, con el objetivo de producirlo en 2022, como una de sus grandes apuestas para sus sesenta años. El 3 de enero de 2022 anunció formalmente la adaptación del formato. En febrero se anunciaron a los jueces e investigadores del programaː el bailarín y coreógrafo Emir Abdul Gani; la presentadora y periodista Sofía Rodríguez; el cantante Fabián Delgado; y la modelo y personalidad televisiva Patricia Wolf. A finales de marzo, TV Show confirmó que Maximiliano de la Cruz formaría parte del programa, en el rol del presentador. El 19 de abril se anunció que Camila Rajchman se encargaría del detrás de cámaras y la interacción con los participantes enmascarados, y un día más tarde se anunció a Leticia Píriz como la host digital del programa.
A finales de abril, la producción confirmó oficialmente, a través de las redes sociales, el estreno de ¿Quién es la máscara? para el 5 de mayo. Finalmente el programa se estrenó con un índice de audiencia de 16,9 según la empresa brasileña Kantar Ibope Media. El 27 de octubre de 2022, la cadena lanzó oficialmente la segunda temporada del programa, prevista para el 2023. A partir del 17 de febrero de 2023 se lanzaron diferentes promociones, y a fines de marzo se anunció oficialmente la fecha de estreno para el 13 de abril.
Durante la gala final de la segunda temporada se confirmó la realización de una tercera, a comenzar el 22 de junio de 2023. Asimismo se anunció que Gani dejaría el programa, siendo reemplazado por Fer Vázquez.
A inicios de mayo de 2024, a través de las redes sociales del programa, se anunció la renovación del formato para una cuarta temporada. Asimismo, se confirmó al cantante y actor Pablo Turturiello como nuevo juez e investigador en lugar de Fer Vázquez, y a Candelaria de la Cruz como host digital. En los primeros días de junio se confirmó el estreno de la nueva temporada para el día 17.

## Equipo

### Presentadores
| Edición                | 1             | 2             | 3             | 4             |
| Presentadores          | Presentadores | Presentadores | Presentadores | Presentadores |
| ---------------------- | ------------- | ------------- | ------------- | ------------- |
| Maximiliano de la Cruz |               |               |               |               |
| Camila Rajchman        |               |               |               |               |
| Leticia Píriz          |               |               |               |               |
| Candelaria de la Cruz  |               |               |               |               |

### Investigadores
| Edición           | 1              | 2              | 3              | 4              |
| Investigadores    | Investigadores | Investigadores | Investigadores | Investigadores |
| ----------------- | -------------- | -------------- | -------------- | -------------- |
| Fabián Delgado    |                |                |                |                |
| Sofía Rodríguez   |                |                |                |                |
| Patricia Wolf     |                |                |                |                |
| Emir Abdul Gani   |                |                |                |                |
| Fer Vázquez       |                |                |                |                |
| Pablo Turturiello |                |                |                |                |

## Resumen
| Temporada | Estreno             | Final                | Horario      | Ganador                        | Subcampeón                         | Tercer lugar                | Investigador ganador | Presentador     | Investigadores (Orden de las sillas) | Investigadores (Orden de las sillas) | Investigadores (Orden de las sillas) | Investigadores (Orden de las sillas) |
| Temporada | Estreno             | Final                | Horario      | Ganador                        | Subcampeón                         | Tercer lugar                | Investigador ganador | Presentador     | 1                                    | 2                                    | 3                                    | 4                                    |
| --------- | ------------------- | -------------------- | ------------ | ------------------------------ | ---------------------------------- | --------------------------- | -------------------- | --------------- | ------------------------------------ | ------------------------------------ | ------------------------------------ | ------------------------------------ |
| 1         | 5 de mayo de 2022   | 18 de agosto de 2022 | Jueves 21:15 | Monstruo (Manuela da Silveira) | Gata Espejada (Majo Álvarez)       | Astronauta (Fer Vázquez)    | Sofía Rodríguez      | Maxi de la Cruz | Fabián Delgado                       | Sofía Rodríguez                      | Patricia Wolf                        | Emir Abdul Gani                      |
| 2         | 13 de abril de 2023 | 15 de junio de 2023  | Jueves 21:15 | Caniche (Annasofía Facello)    | Chancleta (Agus Padilla)           | Vaquita (Florencia Infante) | Fabián Delgado       | Maxi de la Cruz | Fabián Delgado                       | Sofía Rodríguez                      | Patricia Wolf                        | Emir Abdul Gani                      |
| 2         | 13 de abril de 2023 | 15 de junio de 2023  | Jueves 21:15 | Caniche (Annasofía Facello)    | Chancleta (Agus Padilla)           | Vaquita (Florencia Infante) | Sofía Rodríguez      | Maxi de la Cruz | Fabián Delgado                       | Sofía Rodríguez                      | Patricia Wolf                        | Emir Abdul Gani                      |
| 2         | 13 de abril de 2023 | 15 de junio de 2023  | Jueves 21:15 | Caniche (Annasofía Facello)    | Chancleta (Agus Padilla)           | Vaquita (Florencia Infante) | Emir Abdul Gani      | Maxi de la Cruz | Fabián Delgado                       | Sofía Rodríguez                      | Patricia Wolf                        | Emir Abdul Gani                      |
| 3         | 22 de junio de 2023 | 31 de agosto de 2023 | Jueves 21:15 | Tigresa (Luana Persíncula)     | Calavera (Freddy Bessio)           | Brócoli (Christian Font)    | Sofía Rodríguez      | Maxi de la Cruz | Fabián Delgado                       | Patricia Wolf                        | Sofía Rodríguez                      | Fer Vázquez                          |
| 4         | 17 de junio de 2024 | 19 de agosto de 2024 | Lunes 21:00  | Sapa (Claudia Fernández)       | Muñeca de Terror (Soledad Ramírez) | Cono (Frankie Lampariello)  | Sofía Rodríguez      | Maxi de la Cruz | Fabián Delgado                       | Sofía Rodríguez                      | Patricia Wolf                        | Pablo Turturiello                    |

## Temporadas
| Temporada | Temporada | Programas | Participantes | Estreno             | Final                |
| --------- | --------- | --------- | ------------- | ------------------- | -------------------- |
|           | 1         | 16        | 20            | 5 de mayo de 2022   | 18 de agosto de 2022 |
|           | 2         | 10        | 13            | 13 de abril de 2023 | 15 de junio de 2023  |
|           | 3         | 11        | 13            | 22 de junio de 2023 | 31 de agosto de 2023 |
|           | 4         | 10        | 13            | 17 de junio de 2024 | 19 de agosto de 2024 |

### Primera temporada (2022)
| Máscara            | Máscara                 | Edad    | Ocupación                        | Resultado                       |
| ------------------ | ----------------------- | ------- | -------------------------------- | ------------------------------- |
| Monstruo           | Manuela da Silveira     | 43 años | Actriz, humorista y presentadora | Ganadora                        |
| Gata espejada      | Majo Álvarez            | 37 años | Cantante                         | 2.° lugar                       |
| Astronauta         | Fer Vázquez             | 31 años | Cantautor y productor musical    | 3.er lugar                      |
| Pop Corn           | Lucía Rodríguez Cabrera | 44 años | Actriz y humorista               | 15.ª desenmascarada             |
| Ultratón           | Gerardo Nieto           | 56 años | Cantante y compositor            | 14.° desenmascarado             |
| Hueva              | Silvia Novarese         | 62 años | Actriz y comunicadora            | 13.ª desenmascarada             |
| Cactus             | Valeria Ripoll          | 42 años | Sindicalista y panelista         | 12.ª desenmascarada             |
| Tero               | Juan Ramón Carrasco     | 68 años | Exfutbolista y entrenador        | 11.° desenmascarado             |
| Catrina            | Victoria Rodríguez      | 52 años | Actriz y presentadora            | 10.ª desenmascarada             |
| Tiburón            | Hatila Passos           | 40 años | Basquetbolista                   | 9.° desenmascarado              |
| Rino               | Ricardo Alarcón         | 77 años | Empresario                       | 8.° desenmascarado              |
| Piggy Pop          | Déborah Rodríguez       | 32 años | Atleta                           | 7.ª desenmascarada              |
| Burro              | Miguel Ángel Rodríguez  | 64 años | Actor                            | 6.° desenmascarado              |
| Sapo               | Pichu Straneo           | 57 años | Actor y humorista                | 5.° desenmascarado              |
| Helado             | China Suárez            | 33 años | Actriz                           | 4.ª desenmascarada              |
| Pingüino           | Cristian Rodríguez      | 39 años | Futbolista                       | 3.er desenmascarado             |
| Máquina de dulces  | Arturo Valls            | 50 años | Actor, humorista y presentador   | 2.° desenmascarado              |
| Beagle             | Cristian Castro         | 50 años | Cantautor                        | 1.er desenmascarado             |
| Máscaras invitadas |                         |         |                                  |                                 |
| Unicornio          | Karina la Princesita    | 39 años | Cantante y compositora           | Invitada en la 11.ª y 14.ª gala |
| Hombre Disco       | Celso Cuadro            | 47 años | Periodista                       | Invitado en la 12.ª y 15.ª gala |

### Segunda temporada (2023)
| Máscara            | Máscara             | Edad    | Ocupación                        | Resultado                     |
| ------------------ | ------------------- | ------- | -------------------------------- | ----------------------------- |
| Caniche            | Annasofía Facello   | 38 años | Actriz, modelo y presentadora    | Ganadora                      |
| Chancleta          | Agus Padilla        | 23 años | Cantante y compositora           | 2.° lugar                     |
| Vaquita            | Florencia Infante   | 42 años | Actriz, humorista y comunicadora | 3.er lugar                    |
| Monstruito         | Guillermo Peluffo   | 55 años | Músico y cantante                | 9.° desenmascarado            |
| Carpincho          | Mario Bergara       | 60 años | Contable, economista y político  | 8.° desenmascarado            |
| Emoji              | Gonzalo Moratorio   | 42 años | Virólogo molecular               | 7.° desenmascarado            |
| Koala espejado     | Laurita Fernández   | 34 años | Bailarina, modelo y presentadora | 6.ª desenmascarada            |
| Halcón             | Carmelo Vidalín     | 69 años | Intendente de Durazno            | 5.° desenmascarado            |
| Camello            | Facundo Arana       | 53 años | Actor y músico                   | 4.° desenmascarado            |
| Jirafa             | Alejandro Figueredo | 55 años | Periodista y presentador         | 3.er desenmascarado           |
| Mulita             | Emiliano Brancciari | 47 años | Músico y cantautor               | 2.° desenmascarado            |
| Muffin             | Marta Sánchez       | 59 años | Cantante y compositora           | 1.ª desenmascarada            |
| Máscaras invitadas |                     |         |                                  |                               |
| Rey León           | Cacho de la Cruz    | 88 años | Actor y comediante               | Invitado en la 6.ª y 9.ª gala |

### Tercera temporada (2023)
| Máscara            | Máscara            | Edad    | Ocupación                           | Resultado               |
| ------------------ | ------------------ | ------- | ----------------------------------- | ----------------------- |
| Tigresa            | Luana Persíncula   | 23 años | Cantante                            | Ganadora                |
| Calavera           | Freddy Bessio      | 59 años | Cantante y percusionista            | 2.° lugar               |
| Brócoli            | Christian Font     | 46 años | Periodista y presentador            | 3.er lugar              |
| Alien              | Natalie Pérez      | 38 años | Actriz y cantante                   | 9.ª desenmascarada      |
| Palta              | Catalina Ferrand   | 49 años | Actriz y presentadora               | 8.ª desenmascarada      |
| Car Wash           | Raúl Castro        | 75 años | Murguista                           | 7.° desenmascarado      |
| Baby Dino          | Daniel Ketchedjian | 46 años | Mago                                | 6.° desenmascarado      |
| Hombre Hielo       | Gastón Reyno       | 38 años | Luchador de Artes Marciales Mixtas  | 5.° desenmascarado      |
| Mamushka           | Zaira Nara         | 36 años | Modelo                              | 4.ª desenmascarada      |
| Abuelo Monstruo    | Jorge Fucile       | 40 años | Exfutbolista                        | 3.° desenmascarado      |
| Gorila             | La Mona Jiménez    | 74 años | Intérprete y compositor             | 2.° desenmascarado      |
| Camaleón           | Itziar Ituño       | 50 años | Actriz y cantante                   | 1.ª desenmascarada      |
| Máscaras invitadas |                    |         |                                     |                         |
| Caballito de Mar   | Camila Rajchman    | 30 años | Cantante, diseñadora y presentadora | Invitada en la 9.ª gala |

### Cuarta temporada (2024)
| Máscara            | Máscara                      | Edad            | Ocupación                                                          | Resultado            |
| ------------------ | ---------------------------- | --------------- | ------------------------------------------------------------------ | -------------------- |
| Sapa               | Claudia Fernández            | 48 años         | Modelo y vedette                                                   | Ganadora             |
| Muñeca de Terror   | Soledad Ramírez              | 33 años         | Cantante                                                           | 2.° lugar            |
| Cono               | Frankie Lampariello          | 54 años         | Cantante de rock                                                   | 3.er lugar           |
| Tucán              | Paola Bianco                 | 49 años         | Presentadora y actriz                                              | 10.ª desenmascarada  |
| Choclo             | Andy Vila                    | 38 años         | Modelo, actriz y comunicadora                                      | 9.ª desenmascarada   |
| Hamburguesa        | Adriana Da Silva             | 55 años         | Presentadora, actriz y productora                                  | 8.ª desenmascarada   |
| Vikingo            | Álvaro Gutiérrez             | 56 años         | Exfutbolista y actual entrenador.                                  | 7.° desenmascarado   |
| El Gato & el Ratón | Paula Chaves & Pedro Alfonso | 40 años 45 años | Modelo y actriz Actor y productor                                  | 6.os desenmascarados |
| Cachorro           | Sebastián Abreu              | 48 años         | Exfutbolista, entrenador y presentador de TV                       | 5.° desenmascarado   |
| Niño Monstruo      | Gabriel Goity                | 64 años         | Actor y comediante                                                 | 4.° desenmascarado   |
| Hamster            | Pablo Granados               | 59 años         | Humorista, actor, cantante, compositor y presentador de televisión | 3.er desenmascarado  |
| Calcetines         | Alberto Kesman               | 74 años         | Periodista deportivo, locutor y relator de fútbol                  | 2.° desenmascarado   |
| Gallo              | José Luis Rodríguez          | 82 años         | Cantante y actor                                                   | 1.er desenmascarado  |